# PragerU
PragerU (viết tắt cho Prager University) là một tổ chức truyền thông kỹ thuật số bảo thủ tại Hoa Kỳ. Đây là tổ chức phi lợi nhuận theo mục 501(c)3, với mục đích cung cấp các video bàn luận về các vấn đề khác nhau dưới góc nhìn bảo thủ. Các video đều được đăng trên YouTube, mỗi video xuất hiện một người cung cấp bài giảng trong vòng khoảng 5 phút. Mặc dù có chữ "đại học" (University), PragerU không phải là một tổ chức học thuật, và cũng không cấp bằng hay chứng chỉ nào.

## Lịch sử
PragerU được thành lập vào năm 2009 bởi Dennis Prager - người dẫn chương trình trò chuyện bảo thủ, và Allen Estrin - nhà sản xuất phát thanh và nhà biên kịch. Tổ chức này được thành lập với mục đích bày tỏ các quan điểm bảo thủ, và với mục đích bù đắp cho những việc làm mà Prager xem là sự phá hoại trong giáo dục cao đẳng do cánh tả gây ra. PragerU được đặt tại Thung Lũng San Fernando và đã có hơn 20 nhân viên vào tháng 3 năm 2018.
Một trong những nhà tài trợ lớn nhất cho PragerU là hai anh em tỷ phú Dan Wilks và Farris Wilks. Hai thành viên trong nhà Wilk là nhà quản trị của PragerU. Ngân sách hằng năm trong tổ chức là 10 triệu đô la, trong số đó 40% được chi cho việc tiếp thị.
Từ khi bị kiện về việc sử dụng một bức ảnh trong năm 2013, PragerU chuyển sang sử dụng animation. Tính đến  ngày 4 tháng 4 năm 2018, kênh YouTube của PragerU đã có 376 video. Tổ chức hoạt động bằng tiền quyên góp của người xem. Theo Giám đốc điều hành Marissa Streit, một nhóm gồm khoảng 500 sinh viên, "PragerFORCE", ủng hộ các video của PragerU. Trong năm 2018, PragerU đã đạt hơn một tỷ lượt xem trên Youtube.

### Vụ kiện Google
Ngày 23 tháng 10 năm 2017, PragerU kiện Google về việc gắn cờ (flag) và hủy kiếm tiền (demonetize) 37 video của tổ chức, những video này chỉ có thể được xem sau khi tắt chế độ hạn chế (restricted mode). Theo Ars Technica, bộ lọc chế độ hạn chế "giới hạn lượt xem dựa trên những tiêu chí nhất định, bao gồm cả độ tuổi người xem". Ngày 26 tháng 3 năm 2018, Tòa án Quận Hoa Kỳ bác bỏ vụ kiện vì PragerU không chứng minh được YouTube vi phạm tự do ngôn luận (và vì doanh nghiệp tư nhân được phép tự do quản lý các dịch vụ của mình).

## Nội dung
PragerU làm video về các chủ đề khác nhau với góc nhìn bảo thủ. Mỗi tuần PragerU đăng tải một video, các video này không tập trung vào các vấn đề xuất hiện thường xuyên trên truyền thông (ví dụ như không có video nào nói về Donald Trump, hay về quan hệ Mỹ - Triều Tiên). Trung bình để làm một video thì phải mất từ 25.000 đến 30.000 đô la. Các video đều sử dụng đồ họa tương tự nhau.
Các video của PragerU bảo vệ chủ nghĩa tư bản, phản đối lương tối thiểu 15 đô la Mỹ một giờ, lập luận rằng sở hữu súng đạn là một quyền, rằng không thể tin tưởng truyền thông, và rằng Nội chiến Hoa Kỳ gây ra bởi chế độ nô lệ. Trong video Why I Left the Left (Tại sao tôi rời cánh tả) của Dave Rubin, Rubin cho rằng sự phân biệt chủng tộc (racism), sự cố chấp (bigotry), sự bài ngoại (xenophobia), chứng sợ người đồng tính (homophobia), và chứng sợ Hồi giáo (Islamophobia)" là "những từ ngữ phổ thông vô nghĩa" ("meaningless buzzwords"). Trong video What Is the Alt-Right ? (Cánh cực hữu là gì ?) của Michael Knowles, Knowles cho rằng nó tương tự như cánh tả Hoa Kỳ, Knowles kết luận rằng "Cánh cực hữu không có điểm gì chung với chủ nghĩa bảo thủ, và thực tế là nó gần gũi với cánh tả hơn nhiều. Ngoại trừ, tất nhiên là, cánh tả to lớn, to lớn hơn nhiều."
Một số video của PragerU bảo vệ Đại cử tri Đoàn, cho rằng "nền dân chủ thuần túy (pure democracies) không xảy ra", và việc thành lập Đại cử tri Đoàn có tác dụng ngăn chặn các lá phiếu gian lận. Một số video phản đối sự đồng thuận khoa học về biến đổi khí hậu. Một số video cho rằng cảnh sát không phân biệt đối xử đối với người Mỹ gốc Phi, và chênh lệch thu nhập giữa nam và nữ là không hề có.